# Dave Reid (Eishockeyspieler, 1979)
Dave Reid (* 2. Februar 1979 in Brockville, Ontario) ist ein ehemaliger kanadischer Eishockeyspieler (Verteidiger).

## Karriere
Reid begann seine Karriere in der Saison 1999/00 an der Clarkson University in der NCAA und spielte dort bis zur Saison 2002/03, bevor er unter der Saison zu den Atlantic City Boardwalk Bullies in die East Coast Hockey League wechselte.
Zu Beginn der Saison 2005/06 wechselte Reid zu den REV Bremerhaven in die 2. Bundesliga, bei dem er bis einschließlich 2007/08 unter Vertrag stand.
Seit der Saison 2008/09 stand Reid beim EHC München unter Vertrag, wo er mit der Rückennummer 95.5 auflief. Diese Rückennummer hat er dem Münchner Radiosender 95.5 Charivari zu verdanken, der im Moment auch Medienpartner des EHC München ist. Zur Saison 2012/13 wechselte er wiederum in die 2. Eishockey-Bundesliga und unterschrieb einen Vertrag bei den Hannover Indians. Seine aktive Karriere ließ er in der Saison 2013/14 bei den Cornwall River Kings aus der Ligue Nord-Américaine de Hockey ausklingen.

## Erfolge und Auszeichnungen
- 2003 Kelly-Cup-Gewinn mit den Atlantic City Boardwalk Bullies

## Karrierestatistik
(Legende zur Spielerstatistik: Sp oder GP = absolvierte Spiele; T oder G = erzielte Tore; V oder A = erzielte Assists; Pkt oder Pts = erzielte Scorerpunkte; SM oder PIM = erhaltene Strafminuten; +/− = Plus/Minus-Bilanz; PP = erzielte Überzahltore; SH = erzielte Unterzahltore; GW = erzielte Siegtore; 1 Play-downs/Relegation; Kursiv: Statistik nicht vollständig)